# Okada Masaki
Okada Masaki (chữ Hán: 岡田将生, Hiragana: おかだ まさき, Hán-Việt: Cương Điền Tướng Sinh) sinh ngày 15 tháng 8 năm 1989 tại Shibuya, Tokyo, Nhật Bản; là nam diễn viên nổi tiếng với các vai Okuno Haru trong "Gravity's Clowns", Sekime Kyogo trong "For You in Full Blossom", Masamune Asuka trong "Otomen".

## Danh sách tác phẩm

### Phim điện ảnh
| Năm  | Tên phim                                                     | Vai diễn          | Ghi Chú   |
| ---- | ------------------------------------------------------------ | ----------------- | --------- |
| 2007 | Tennen Kokekkō                                               | Osawa Hiromi      |           |
| 2007 | Ahiru to Kamo no Coinlocker                                  |                   |           |
| 2007 | Robo Rock                                                    |                   |           |
| 2008 | Bura Bura Ban Nan                                            |                   |           |
| 2008 | Maho Tsukai ni Taisetsu na Koto                              | Midorikawa Gota   |           |
| 2009 | Halfway                                                      | Shu               | Vai chính |
| 2009 | Honokaa Boy                                                  | Leo               |           |
| 2009 | I Give My First Love to You                                  | Kakunouchi Takuma | Vai chính |
| 2009 | Gravity's Clowns / Jyuryoku Pierrot                          | Okuno Haru        |           |
| 2010 | Kokuhaku / Confessions                                       | Yoshiteru Terada  |           |
| 2010 | Matataki / Piecing Me Back Together                          | Kono Junichi      |           |
| 2010 | Villain                                                      | Masuo Keigo       |           |
| 2010 | The Lightning Tree                                           | Narimichi         |           |
| 2011 | Princess Toyotomi                                            | Asahi Gainsbourg  |           |
| 2011 | Life Back Then                                               | Nagashima Kyohei  | Vai chính |
| 2012 | Space Brothers                                               | Namba Hibito      |           |
| 2012 | Akko-chan: The Movie                                         | Hayase Naoto      | Vai chính |
| 2013 | Mourning Recipe                                              | Harumi            |           |
| 2013 | Beyond the Memories / Kiyoku yawaku                          | Akazawa Roku      |           |
| 2013 | The Apology King                                             | Numata Takuya     |           |
| 2013 | ATARU: The First Love & The Last Kill                        | Inoguchi Tasuku   |           |
| 2013 | Oh! Father                                                   | Yukio             |           |
| 2014 | The Great Shu Ra Ra Boom                                     | Hinode Ryosuke    |           |
| 2014 | Mindset                                                      | Honda Gajirou     |           |
| 2015 | ST MPD Scientific Investigation Squad                        | Yurine Tomohisa   |           |
| 2015 | Strayer's Chronicle / Sutoreiyâzu kuronikuru                 | Subaru            |           |
| 2015 | April Fools                                                  |                   |           |
| 2016 | Himitsu: The Top Secret                                      | Ikko Aoki         |           |
| 2016 | Nanimono                                                     | Takayoshi         |           |
| 2017 | The Many Faces of Ito / Ito-kun A to E                       | Seijiro Ito       | Vai chính |
| 2017 | JoJo's Bizarre Adventure: Diamond Is Unbreakable - Chapter 1 | Keicho Nịiimura   | Vai phụ   |
| 2017 | Gintama (Live Action) the Movie                              | Kotaro Katsura    |           |
| 2018 | Gintama 2: Rules are Made to be Broken                       | Kotaro Katsura    |           |
| 2018 | Kazoku no Hanashi (Live-Action) / Family Story               | Takuya Kobayashi  |           |
| 2019 | Restaurant from the Sky (2019)                               | Kanbe             | Vai phụ   |
| 2020 | Under the Stars                                              | Teacher Minami    |           |
| 2021 | Drive My Car                                                 | Koiji Takatsuki   | Vai phụ   |
| 2021 | The Night Beyond the Tricornered Window (2021) (Live-Action) | Rihito Hiyakawa   |           |
| 2021 | Arc                                                          | Amane             |           |

### Phim truyền hình
| Năm  | Tên phim                                                        | Vai diễn             | Kênh     | Ghi chú          |
| ---- | --------------------------------------------------------------- | -------------------- | -------- | ---------------- |
| 2007 | For You in Full Blossom                                         | Sekime Kyogo         | Fuji TV  |                  |
| 2007 | Dear Students!                                                  | Kaoru Kinoshita      | TV Asahi |                  |
| 2008 | The Negotiator                                                  |                      | TV Asahi | Khách mời, tập 5 |
| 2008 | Homeroom on the Beachside                                       | Negishi Hiroki       | Fuji TV  |                  |
| 2009 | Otomen                                                          | Masamune Asuka       | Fuji TV  | Vai chính        |
| 2010 | The Golden Piggy                                                | Suguru Kudo          | NTV      |                  |
| 2012 | Taira no Kiyomori                                               | Minamoto no Yoritomo | NHK      |                  |
| 2012 | The Holy Monsters                                               | Shiba Kengo          | TV Asahi |                  |
| 2012 | Future Diary -Another: World-                                   | Hoshino Arata        | Fuji TV  | Vai chính        |
| 2013 | Legal High 2                                                    | Hanyu Haruki         | Fuji TV  |                  |
| 2014 | ST MPD Scientific Investigation Squad                           | Yurine Tomohisa      | NTV      |                  |
| 2015 | Inconvenient Benriya                                            | Takeyama Jun         | TV Tokyo | Vai chính        |
| 2015 | Okitegami Kyoko No Biboroku / The Memorandum of Kyoko Okitegami | Kakushidate Yakusuke | NTV      |                  |
| 2016 | We're Millennials Got a Problem?                                | Sakama Masakazu      | NTV      |                  |
| 2017 | Little Giants                                                   | Harukhiko Yamada     | TBS      |                  |
| 2019 | Natsuzora                                                       | Okuhara Saitaro      | NHK      |                  |
| 2021 | Towako Omameda and Her Three Ex-husbands                        | Shinshin Nakamura    | Fuji TV  |                  |

### Phim truyền hình đặc biệt
| Năm  | Tên phim                              | Vai diễn                 | Kênh     |
| ---- | ------------------------------------- | ------------------------ | -------- |
| 2011 | Young Black Jack                      | Hazama Kuro / Black Jack | NTV      |
| 2011 | Aishiteru -Kizuna-                    | Naoto Morita             | NTV      |
| 2012 | Honto ni Atta Kowai Hanashi 2012      | Sawada Toshiya           | Fuji TV  |
| 2013 | ATARU Special                         | Inoguchi Tasuku          | TBS      |
| 2013 | ST MPD Scientific Investigation Squad | Yurine Tomohisa          | NTV      |
| 2013 | Chicken Race                          | Kamiya Takeshi           | WOWOW    |
| 2014 | Hakugin Jack                          | Nezu Shohei              | TV Asahi |

### Video âm nhạc
- "Wishing Star" (SHOWTA., 2006)

## Giải thưởng
| Năm  | Giải thưởng                          | Hạng mục                    | Tác phẩm                                                       | Kết quả   |
| ---- | ------------------------------------ | --------------------------- | -------------------------------------------------------------- | --------- |
| 2009 | Hochi Film Awards lần thứ 34         | Nghệ sĩ mới xuất sắc        | Honokaa Boy                                                    | Đoạt giải |
| 2009 | Nikkan Sports Film Awards lần thứ 22 | Nghệ sĩ mới xuất sắc        | "Gravity's Clowns" "I Give My First Love to You"               | Đoạt giải |
| 2009 | Yokohama Film Festival lần thứ 31    | Nghệ sĩ mới của năm         |                                                                | Đoạt giải |
| 2010 | 2010 Elan D’or Award                 | Nghệ sĩ mới của năm         |                                                                | Đoạt giải |
| 2010 | Blue Ribbon Awards lần thứ 52        | Nghệ sĩ mới xuất sắc        | "Gravity's Clowns" "Honokaa Boy"                               | Đoạt giải |
| 2010 | Japan Academy Prize lần thứ 33       | Nghệ sĩ mới của năm         | "Honokaa Boy" "I Give My First Love to You" "Gravity's Clowns" | Đoạt giải |
| 2011 | Japan Academy Prize lần thứ 34       | Diễn viên phụ xuất sắc nhất | "Villain" "Confessions"                                        | Đề cử     |